# I Heart Vampires
I Heart Vampires (oft auch: I <3 Vampires) ist eine US-amerikanische Fantasyserie, die vom 19. März 2009 bis zum 4. Juni 2010 auf Online-Streaming-Portal Take 180 sowie auf YouTube veröffentlicht wurde. Sie entstand in Zusammenarbeit von den T180 Studios und der Walt Disney Company.

## Handlung
Corbin und Lucy sind die besten Freundinnen und große Vampirfans. Die Vampirromanreihe A Confessions of a High School Vampire hat es ihnen besonders angetan. Jedoch behalten die beiden ihre Leidenschaft nicht für sich, sondern haben einen eigenen Videoblog zur Vampirromanreihe. Dort tauschen sie sich mit anderen Vampirfans aus. Eines Tages erhalten die beiden mehrere Kapitel zum noch unveröffentlichten, neuen Roman. Sie sind begeistert und stellen diese gleich den Zuschauern des Blogs zur Verfügung. Die Autorin des Buches bekommt dieses mit. Auf einer Pressekonferenz erklärt sie, dass sie den Roman nun nicht mehr veröffentlichen will. Corbin und Lucy sind entsetzt. Gemeinsam mit Corbin's Nachbar Wyatt machen sich die beiden auf den Weg, um die Autorin zu finden. Sie hoffen, dass sie diese überzeugen können, den Roman doch noch zu veröffentlichen. Auf ihrer Reise dorthin entdecken sie, dass die Geschichten aus dem Roman nicht ganz erfunden sein können. Während Luci und Wyatt einander näher kommen, macht Corbin die Bekanntschaft mit dem Vampir Nick und verliebt sich in ihn. Schon bald erklärt dieser Corbin, dass er die Veröffentlichung des Buches unbedingt verhindern will, denn die Autorin ist seine Mutter. Ein Großteil ihrer Erzählungen besteht aus seinen eigenen Erlebnissen als Vampir und er möchte nicht, dass diese bekannt werden.

## Besetzung

### Hauptbesetzung
| Rollenname | Schauspieler    |
| ---------- | --------------- |
| Luci       | Erin Way        |
| Corbin     | Cherilyn Wilson |
| Wyatt      | Adam Chambers   |
| Nick       | Josh Nuncio     |
| Sam        | Alli Kinzel     |
| Siona      | Martha Hackett  |

### Nebenbesetzung
| Rollenname        | Schauspieler                |
| ----------------- | --------------------------- |
| Siona's Publicist | Ross Marquand (5 Folgen)    |
| Paige             | Sarah Butler (4 Folgen)     |
| Ian               | Drake Bell (2 Folgen)       |
| William           | William Mapother (2 Folgen) |
| Corbin's Friend   | Ryan Higa (2 Folgen)        |

## Hintergrund
Bei I Heart Vampires handelt es sich um eine interaktive Webserie, in der die Zuschauer mitwirken konnten. So wurden sie in das Geschehen mit eingebunden und konnten Vorschläge machen, was die Protagonisten als Nächstes tun sollten. Die Produzenten haben dann die besten Vorschläge ausgewählt und diese wurden verwirklicht. Außerdem konnten die Zuschauer Fragen an die Darsteller richten, die auch von diesen beantwortet wurden.
In den Vereinigten Staaten wurden die ersten beiden Staffeln auf Take180.com und auf dem Youtube Kanal YouTube.com/Take180 gezeigt. Durchschnittlich sahen 11 Millionen Zuschauer die Serie. Die erste Episode wurde am 19. März 2009 und die letzte Episode am 4. Juni 2010 veröffentlicht. Außerdem wurde die Webserie in Japan auf BeeTV gezeigt. Beide Staffeln wurden mit zusätzlichen Episoden in den Vereinigten Staaten auf DVD veröffentlicht.

## Roman
Am 18. November 2011 veröffentlichte Disney Publishing Worldwide einen Roman zur Serie. I Heart Vampires: Birth (A Confessions of a High School Vampire Novel) soll ein Roman aus der Buchreihe sein, die Corbin und Luci in der Serie lesen. Der Name der Autorin wird als Siona McCabre angegeben. Dieser ist auch der Name der Autorin in der Fernsehserie. Der Roman wurde ausschließlich als E-Book veröffentlicht. Er handelt von dem Schüler Noah Vance, der nach einer Partynacht entdeckt, dass er sich in einen Vampir verwandelt.

## Episodenliste
| Nummer (gesamt) | Nummer (Staffel) | Originaltitel (englisch)          | Erstausstrahlung (Vereinigte Staaten) |
| --------------- | ---------------- | --------------------------------- | ------------------------------------- |
| 1               | 1                | Best Fans Forever: Part I         | 19. März 2009                         |
| 2               | 2                | Best Fans Forever: Part II        | 20. März 2009                         |
| 3               | 3                | A Bloody Mess                     | 2. April 2009                         |
| 4               | 4                | Wanna Bet?                        | 16. April 2009                        |
| 5               | 5                | Undercover Confessors             | 30. April 2009                        |
| 6               | 6                | Have Mercy                        | 14. Mai 2009                          |
| 7               | 7                | Unlocked                          | 28. Mai 2009                          |
| 8               | 8                | House of McCabre: Part 1          | 11. Juni 2009                         |
| 9               | 9                | House of McCabe: Part II          | 12. Juni 2009                         |
| 10              | 10               | Still Heart Vampires?: Part I     | 25. Juni 2009                         |
| 11              | 11               | Still Heart Vampires?: Part II    | 26. Juni 2009                         |
| 12              | 12               | Alone: Part I                     | 1. Juli 2009                          |
| 13              | 13               | Alone: Part II                    | 10. Juli 2009                         |
| 14              | 14               | Convention Confessions: Part I    | 23. Juli 2009                         |
| 15              | 15               | Convention Confessions: Part II   | 24. Juli 2009                         |
| 16              | 16               | Desperately Seeking Siona: Part 1 | 6. August 2009                        |
| 17              | 17               | Desperately Seeking Siona: Part 2 | 7. August 2009                        |
| 18              | 18               | From the Heart: Part I            | 20. August 2009                       |
| 19              | 19               | From the Heart: Part II           | 21. August 2009                       |
| 20              | 20               | Hunted: Part I                    | 9. September 2009                     |
| 21              | 21               | Hunted: Part II                   | 10. September 2009                    |
| 22              | 22               | Hunted: Part III                  | 11. September 2009                    |

| Nummer (gesamt) | Nummer (Staffel) | Originaltitel (englisch)  | Erstausstrahlung (Vereinigte Staaten) |
| --------------- | ---------------- | ------------------------- | ------------------------------------- |
| 23              | 1                | New Beginnings            | 28. Januar 2010                       |
| 24              | 2                | The Visitor               | 29. Januar 2010                       |
| 25              | 3                | Siona's Confession        | 4. Februar 2010                       |
| 26              | 4                | Old Friends               | 5. Februar 2010                       |
| 27              | 5                | What Would Corbin Do?     | 19. Februar 2010                      |
| 28              | 6                | Fan to rescue             | 4. März 2010                          |
| 29              | 7                | I Love Luci               | 5. März 2010                          |
| 30              | 8                | Four's a Crowd            | 12. März 2010                         |
| 31              | 9                | The Real House of McCabre | 19. März 2010                         |
| 32              | 10               | Unexpected Turn           | 26. März 2010                         |
| 33              | 11               | Showdown                  | 1. April 2010                         |
| 34              | 12               | Possessed                 | 2. April 2010                         |
| 35              | 13               | Doctor's Orders           | 16. April 2010                        |
| 36              | 14               | The Sigil Maker           | 23. April 2010                        |
| 37              | 15               | The Exorcism              | 29. April 2010                        |
| 38              | 16               | Moment of Truth           | 30. April 2010                        |
| 39              | 17               | Andelle                   | 20. Mai 2010                          |
| 40              | 18               | True Confessions          | 27. Mai 2010                          |
| 41              | 19               | William's Lair            | 3. Juni 2010                          |
| 42              | 20               | Together Forever          | 4. Juni 2010                          |

## Auszeichnungen und Nominierungen

### Auszeichnungen
Webby Awards:
- 2010: Online Film & Video Best Use of Interactive Video (T180 Studios / The Walt Disney Company)[7]

### Nominierungen
Streamy Award:
- 2010: Best Interactive Experience in a Web Series (T180 Studios / The Walt Disney Company)[8]